# Meixomil
Meixomil é uma vila portuguesa sede da Freguesia de Meixomil do Município de Paços de Ferreira, freguesia com 4,5 km² de área e 3749 habitantes (censo de 2021), tendo, por isso, uma densidade populacional de 833,1 hab./km².

## Demografia
A população registada nos censos foi:
| Distribuição da População por Grupos Etários | Distribuição da População por Grupos Etários | Distribuição da População por Grupos Etários | Distribuição da População por Grupos Etários | Distribuição da População por Grupos Etários |
| -------------------------------------------- | -------------------------------------------- | -------------------------------------------- | -------------------------------------------- | -------------------------------------------- |
| Ano                                          | 0-14 Anos                                    | 15-24 Anos                                   | 25-64 Anos                                   | > 65 Anos                                    |
| 2001                                         | 690                                          | 521                                          | 1857                                         | 280                                          |
| 2011                                         | 665                                          | 462                                          | 2110                                         | 439                                          |
| 2021                                         | 508                                          | 474                                          | 2125                                         | 642                                          |